# Шаларон
Шаларон (фр. Chalaronne) је река у Француској. Дуга је 52 km. Улива се у Саону. 